# Apostolische Administratur Kasachstan und Zentralasien für die Gläubigen des byzantinischen Ritus
Die griechisch-katholische Apostolische Administratur Kasachstan und Zentralasien für die Gläubigen des byzantinischen Ritus (lateinisch Administratio Apostolica Cazastaniae et Asiae Centralis pro fidelibus ritus byzantini) ist eine Apostolische Administratur für die mit der römisch-katholischen Kirche unierten Gläubigen des byzantinischen Ritus in Kasachstan sowie Kirgisistan, Tadschikistan, Turkmenistan und Usbekistan. Sitz der Administratur ist Qaraghandy.
In Kasachstan bestehen Kirchengemeinden in Qaraghandy, Sätbajew, Astana, Almaty, Pawlodar und Ekibastus.

## Geschichte
Die Entstehung der unierten katholischen Kirche in Kasachstan gründet auf der, durch den Stalinismus verursachten, Christenverfolgung in der ehemaligen Sowjetunion. Die Mehrheit der heutigen kasachisch griechisch-katholischen Christen ist überwiegend ukrainischer Herkunft und war kirchenrechtlich ein Teil der Ukrainischen Griechisch-katholischen Kirche. Ab dem Jahr 1939 wurden tausende Ukrainer, vorwiegend aus katholischen Gebieten der Westukraine, nach Kasachstan deportiert, die kirchliche Hierarchie ab dem Jahre 1946 entweder durch eine staatlich angeordnete systematische Gezielte Tötung, oder Verhaftungen und Verbringungen in den Gulag annähernd vernichtet.
Das Überleben der griechisch-katholischen Christen in Kasachstan wurde in den 1950er Jahren durch die Untergrundtätigkeit griechisch-katholischer Priester mehr oder weniger gewährleistet. Ihre pastorale Tätigkeit war vorwiegend auf die kasachische Stadt Qaraghandy beschränkt, welche die größte griechisch-katholische ukrainisch geprägte Kirchengemeinde vorzuweisen hatte. Die pastorale Leitung der griechisch-katholischen Kirche in Kasachstan oblag dem griechisch-katholisch ukrainischen Bischof Oleksandr Khyra. Die erste offizielle Feier einer Gemeindemesse im Byzantinischen Ritus wurde im Jahre 1979, in der römisch-katholischen Kirchengemeinde von Karaganda, abgehalten.
Seit den 1990er Jahren wird das kirchliche Gemeindeleben weiterhin durch vorwiegend aus der Ukraine stammende griechisch-katholische Priester bestimmt. Erster, durch Papst Johannes Paul II. ernannter, Apostolischer Visitator für die griechisch-katholischen Christen in Kasachstan und Zentralasien wurde im Jahre 1996 Bischof Wassylij Medwit OSBM. Im November 2002 wurde Wassyl Howera sein Nachfolger. Mit der Errichtung der Apostolischen Administratur Kasachstan und Zentralasien für die Gläubigen des byzantinischen Ritus durch Papst Franziskus am 1. Juni 2019 erhielt die Seelsorge in Kasachstan und Zentralasien eine neue jurisdiktive Struktur. Der bisherige Visitator wurde gleichzeitig zum Apostolischen Administrator ernannt.

## Ordinarien seit 1996

### Apostolischer Visitator
- Wassylij Medwit  (Dezember 1996 – 11. November 2002), Titularbischof von Hadriane

### Apostolischer Beauftragter
- Wassyl Howera (11. November 2002 – 1. Juni 2019)

### Apostolischer Administrator von Kasachstan
- Wassyl Howera (seit 1. Juni 2019)

## Galerie

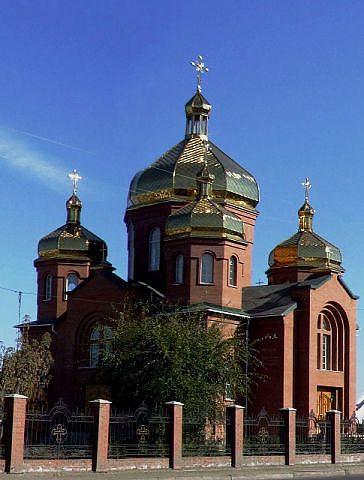
Kathedrale der Fürsprache der Heiligen Jungfrau Maria in Qaraghandy
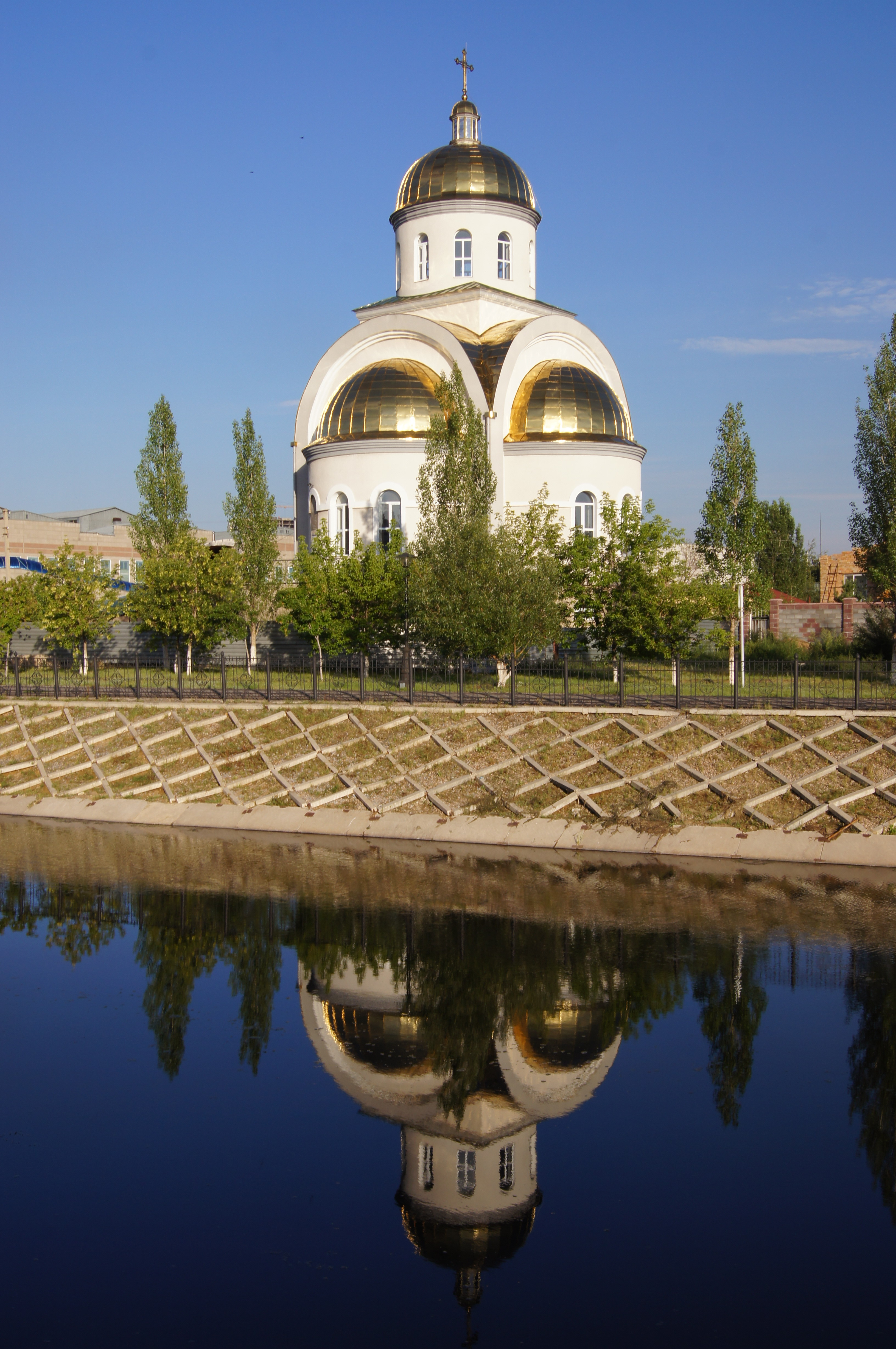
St.-Joseph-Kirche in Astana